# Alchemilla alneti
Alchemilla alneti é uma espécie de rosácea do gênero Alchemilla, pertencente à família Rosaceae.